# 新潟青陵大学
新潟青陵大学（にいがたせいりょうだいがく、英語: Niigata Seiryo University）は、新潟県新潟市中央区水道町1丁目5939番地に本部を置く日本の私立大学。1900年創立、2000年大学設置。大学の略称は青陵、NSU。

## 概要
本学は、看護、保健医療、福祉、心理などの専門分野を連携して総合的実践力の習得を目指し、社会に寄与する人材を育成するために「学士力」「社会人基礎力」を学ぶカリキュラムを備える。
キャンパスは、新潟市の中心地に位置して万代シテイや古町などの市街地に近く、日本海や森林に囲まれている。設置母体の開設から120年、大学開学から22年を迎え、2017年4月に新校舎が完成した。

## 沿革
- 1900年
  - 4月 - 帝国婦人協会新潟支会が「裁縫伝習所」を設立する。
  - 7月 - 校名を「新潟女子工芸」改称する。
- 1938年1月 - 財団法人組織に変更する。
- 1944年4月 - 校名を財団法人新潟高等実践女子校に改称する。
- 1946年4月 - 校名を財団法人新潟女子工芸学校とに改称する。
- 1948年4月
  - - 学制改革により、校名を新潟女子工芸高等学校に改称して被服科に改組する。
  - - 新潟女子工芸高等学校に中学校を併設する。
- 1951年3月 - 私立学校法により学校法人組織に変更する。
- 1961年4月 - 高等学校に専攻科を設置する。
- 1965年4月
  - - 法人名を「新潟青陵学園」に改称する。
  - - 新潟女子工芸高等学校の専攻科をもとに、新潟青陵女子短期大学を開学して被服科を設置する。
- 1967年4月 - 新潟青陵幼稚園を開園する。
- 1968年4月 - 短期大学に幼児教育科を設置する。
- 1972年4月 - 短期大学に専攻科の服飾美術専攻と幼児教育専攻を設置する。
- 1975年4月 - 短期大学の被服科を服飾美術科に改称する。
- 1982年4月 - 新潟女子工芸高等学校に併設の中学校を廃止する。
- 1992年4月
  - - 短期大学の服飾美術科を生活文化学科に、幼児教育科を幼児教育学科に改称する。
  - - 新潟青陵幼稚園を新潟青陵女子短期大学附属幼稚園に改称する。
- 1993年4月 - 短期大学の専攻科を廃止する。
- 1996年4月 - 短期大学に福祉心理学科と国際文化学科を設置する。
- 2000年4月 - 新潟青陵大学を開学し、看護福祉心理学部看護学科と福祉心理学科を設置する。
- 2001年5月 - 短期大学の福祉心理学科を廃止する。
- 2004年4月
  - - 短期大学の名称を新潟青陵大学短期大学部に改称する。
  - - 短期大学部に人間総合学科を設置する。
  - - 新潟青陵女子短期大学附属幼稚園を新潟青陵幼稚園に改称する。
- 2005年4月 - 短期大学部の生活文化学科、国際文化学科を廃止する。
- 2006年4月 - 新潟青陵大学大学院 臨床心理学研究科 臨床心理学専攻（修士課程）を開設する。
- 2014年4月 - 新潟青陵大学大学院 看護学研究科看護学専攻（修士課程）を開設する。
- 2015年4月 - 新潟青陵大学看護福祉心理学部を「看護学部」「福祉心理学部」に改組する。

## 学部
- 看護学部
  - 看護学科
- 福祉心理学部
  - 社会福祉学科
  - 臨床心理学科

## 大学院
- 看護学研究科
  - 看護学専攻（修士課程）
- 臨床心理学研究科
  - 臨床心理学専攻（修士課程）

## 系列校
- 新潟青陵大学短期大学部
- 新潟青陵高等学校
- 新潟青陵幼稚園

## 対外関係

### 他大学との協定
国際・学術交流等協定校 
日本国内
- 札幌国際大学

日本国外
- コットンネ大学（KKOTONGNAE UNIVERSITY）（韓国・忠清北道）

## 大学関係者と組織

### 主な大学関係者一覧
- 菅原陽心：学長
- 渡邊典子：副学長
  - 本間昭子：看護学部学部長
    - 坪川トモ子：看護学部看護学科学科長

  - 平川毅彦：福祉心理学部学部長
    - 茶谷利つ子：福祉心理学部社会福祉学科学科長
    - 佐藤亨：福祉心理学部臨床心理学科学科長

  - 池田かよ子：看護学研究科研究科長
  - 本間恵美子：臨床心理学研究科研究科長
    - 碓井真史：臨床心理学研究科教授

## アクセス
- JR新潟駅万代口バスターミナル7番線より新潟交通「C2 浜浦町線」利用。
  - 「C20 浜浦町経由 西部(営) 行」「C21 浜浦町経由 信濃町 行」の場合、「松波町1丁目」バス停下車徒歩約4分。
  - 「C22 なぎさ荘・水族館 行」の場合、「新潟青陵大学前」バス停下車すぐ
- JR越後線白山駅より、海岸方面へ徒歩20分